# José Condé
José Ferreira Condé (Caruaru, 22 de outubro de 1917 — Rio de Janeiro, 27 de setembro de 1971) foi um jornalista e escritor brasileiro. Conhecido como o "Romancista de Caruaru", por ter representado literariamente esta cidade, especialmente no romance Terra de Caruaru.

## Biografia
O primeiro contato do menino Condé com as letras deu–se de forma sonora, aos seis anos, na voz das ex-escravas de seus avós maternos, Joana e Mulata, que lhe “falavam do mundo maravilhoso das fadas, dos lobisomens, dos papa-figos, das caiporas...” . Ouvia também os versos dos cantadores de feira, como os ABC’s de Lampião e Padre Cícero. Aos sete anos, é matriculado na escola de Dona Chiquinha, onde aprende a ler sob o regime da palmatória. Três anos depois, é transferido para a escola do Professor José Leão, onde, aos dez anos, redige o seu primeiro jornal manuscrito. Em seguida, frequenta, por dois meses, o Ginásio do Recife, preparando-se para o curso de admissão. Lá, conhece o futuro poeta Mauro Mota, sendo já amigo de dois futuros escritores nascidos em Caruaru – Álvaro Lins e Limeira Tejo.
Em 1930, já órfão de pai, vai, junto com irmão João Condé, estudar no Rio de Janeiro, por iniciativa de Elysio, irmão mais velho e recém-formado em Medicina, ali já residindo. É aluno interno do Colégio Plínio Leite, em Petrópolis. A mudança de hábitos, o frio serrano, saudades da família, tornam-no melancólico, isolado. Como consequência, não se destaca como bom aluno, mas a veia literária o distinguia, aos olhos dos professores. Em sua quase solidão, mergulha nos livros, dentre eles, As minas de prata, Sertão e A bagaceira. Durante os cinco anos no colégio, dirige dois jornais – Pra você e o Jaú, e funda o Grêmio Literário Alberto de Oliveira.
Seu primeiro conto, Vingança, é publicado no Pra Você. O excesso de realismo e uso de certos termos valeu-lhe uma suspensão de 15 dias. 
Em 1934, José Condé conclui o ginasial e segue para o Rio, objetivando se preparar para o vestibular de Direito. Tem início, de fato, sua aproximação com a moderna literatura brasileira, lendo Jorge Amado, Rachel de Queiroz, Manuel Bandeira, José Lins do Rego. Inicia seu trabalho na imprensa, publicando um poema de sua autoria intitulado A Feira de Caruaru na revista O Cruzeiro, onde passa a assinar uma série de reportagens com escritores brasileiros. É contratado pela Editora José Olympio, onde fica até 1939, ano de sua formatura em Niterói.
Formado em Direito, é nomeado para a Agência Nacional, de onde sai para exercer atividades profissionais num escritório de advocacia. Retorna ao jornalismo com a ajuda de Austregésilo de Athayde, que lhe consegue a única vaga disponível n’O Jornal – a de cronista social –, assinando suas crônicas com o pseudônimo de Mr. Chips. Daí a três meses deixa a função e aventura-se, sem sucesso, em negócios imobiliários. Consegue então sua nomeação para o Instituto dos Bancários, onde permanece até o fim da vida, e chega a ocupar o cargo de procurador.
Casa-se em 1944 com Maria Anália Rezende de Faria e desse primeiro casamento nascem os filhos: Maria Regina, Vera Maria e Fernando Antônio.
Em 1945, José Condé publica o seu primeiro livro: Caminhos na Sombra, composto por duas novelas. Em 1949, edita o Jornal de Letras, com os irmãos Elysio e João. Em 1950, surge Onda selvagem, romance que obtém o 2° lugar num concurso patrocinado pela revista O Cruzeiro e o Prêmio Malheiro Dias. Por essa época, trabalha com Álvaro Lins no suplemento literário do Correio da Manhã, mantendo nesse jornal a seção “Vida Literária”, que, mais tarde, substitui pela intitulada “Escritores e Livros”.
Em 1951, lança Histórias da cidade morta, coletânea de contos. Com essa obra conquista o Prêmio Fábio Prado, o mais importante de então. Em seguida (1955), publica as novelas de Os dias antigos, alcançando o livro os prêmios Paula Brito, da Prefeitura do Distrito Federal, e Afonso Arinos, da Academia Brasileira de Letras. Uma das novelas desse livro é divulgada, em 1953, pela Revue Génerale Belge.
Em 1958, dá-se o seu segundo casamento com a educadora e escritora Maria Luíza Gonçalves Cavalcanti. Nesse mesmo ano, publica, em antologia, A velha senhora Magdala, em Maravilhas do conto moderno brasileiro, traduzido depois para o alemão. Com Um ramo para Luísa, editada em 1959, conhece o êxito popular, sendo essa obra transposta, em 1964, para o cinema sob a direção de J.B. Tanko e tendo Paulo Porto e Sônia Dutra como principais intérpretes.
De 1960 é o romance Terra de Caruaru, editado também em Portugal, em 1961. Com essa obra, alcança, em 1962, o Prêmio Coelho Neto, da Academia Brasileira de Letras. Mas, ainda em 1961, sob o título geral de Santa Rita, reúne, num mesmo volume, os livros Histórias da cidade morta e Os dias antigos.
Em 1962 publica a novela Vento do amanhecer em Macambira, laureada com o Prêmio Luiza Cláudio de Souza, do Pen Clube do Brasil. Com Jorge Amado, Guimarães Rosa e Rachel de Queiroz, entre outros colaboradores, escreve um capítulo do romance policial O mistério dos MMM, lançado em 1962, no Brasil e em Portugal, e participa ainda com outros autores em Quinze contam histórias, contos, pelo Departamento Cultural da Associação Brasileira Beneficente de Reabilitação - ABBR, com o conto A Floresta e da coletânea de contos O livro das trevas, com O regresso.
Em 1965, lança Noite contra noite, romance e, em coletânea com outros autores, Os dez mandamentos, novelas, onde participa com a novela O velho Norberto de Holanda Cavalcanti - também conhecido por velho Nô - que residiu na cidade de Caruaru, Pernambuco, em 1927, no capítulo IV - Honrar pai e mãe. . Em 1966, José Condé inicia nova fase literária, a que seria caracterizada pelo tom picaresco, com o livro Pensão Riso da Noite: Rua das Mágoas (cerveja, sanfona e amor), que obtém grande êxito no Brasil e na Alemanha, onde é traduzido em 1968. A ele se segue, na mesma linha pícara, Como uma tarde em dezembro, romance, de 1969.
Em 1970, publica O Cachorro, em Antologia de contos brasileiros de bichos, por Hélio Pólvora e Cyro dos Anjos. Em 1971, lança, em textos coligidos, A cana-de-açúcar na vida brasileira, pelo Instituto do Açúcar e do Álcool. 
Seus dois últimos livros são de contos e foram escritos no seu leito de enfermo – Tempo vida solidão, de 1971 e uma coletânea sem título, a qual sua mulher, Maria Luiza deu o nome de As Chuvas, publicado como obra póstuma, em 1972.
Em 27 de setembro de 1971, José Condé falece no Rio de Janeiro, vítima de insuficiência hepática, no Hospital da Lagoa. Na ocasião, ao seu lado, estavam seus três filhos, a ex-esposa Maria Anália - a “Naná”, a esposa Maria Luiza e o irmão Elysio, assistidos por um pequeno grupo de parentes e amigos.
Ao seu sepultamento, ocorrido na tarde do dia 28 no Cemitério de São João Batista, além de familiares, compareceu grande número de amigos, autoridades, jornalistas, intelectuais e artistas. 
Uma personagem, velha conhecida de Condé, também se fez presente - coincidência anotada pelo escritor Renard Perez: "uma chuva imprevista e torrencial, quando o corpo do escritor baixou à sepultura, naquela tarde triste de terça-feira".

## Curiosidades
É autor da novela Venturas e Desventuras do Caixeiro-Viajante Ezequiel Vanderlei Lins, o seu Quequé para os Íntimos, que narra a história de um caixeiro-viajante que é casado com três mulheres, estabelecendo a poligamia. Ele vai ao tribunal para responder por isso, mas as três mulheres fazem a defesa dele. A TV Globo produziu uma minissérie, com o título Rabo-de-Saia, baseada nesse personagem. A novela compõe a obra Pensão Riso da Noite: Rua das Mágoas (cerveja, sanfona e amor).
José Condé dirigiu os jornais Pra Você e O Jaú; trabalhou no Correio da Manhã, na Editora José Olympio e na Agência Nacional. Durante muitos anos foi cronista social. Fundou, junto com os irmãos Elysio e João Condé, o Jornal de Letras, que serviu de base para os grandes escritores da literatura nacional como Carlos Drummond de Andrade, Clarice Lispector, Rachel de Queiroz, entre outros.

## Obras
- 1945: Caminhos na sombra (novelas)
- 1950: Onda selvagem (romance)
- 1951: Histórias da cidade morta (contos)
- 1955: Os dias antigos (novelas)
- 1959: Um ramo para Luísa (novela)
- 1960: Terra de Caruaru (romance)
- 1961: Santa Rita (Histórias da Cidade Morta e Os Dias Antigos em um só volume)
- 1962: Vento do amanhecer em Macambira (romance fragmentário)
- 1965: Noite contra noite (romance)
- 1966: Pensão Riso da Noite: Rua das Mágoas (cerveja, sanfona e amor)(novelas)
- 1969: Como uma tarde em dezembro (romance)
- 1971: Tempo, vida, solidão (novelas)
- 1972: As chuvas (novelas)